# Kahr Arms
Kahr Arms — производитель стрелкового оружия США, основанный Мун Кук Чином, сыном Мун Сон Мёна, который является главным исполнительным директором и Президентом. Kahr Arms принадлежит Сэйло Корпорейшн, дочерней организации Тонъиль групп.
Kahr Arms специализируется на компактных полуавтоматических пистолетах среднего размера, рассчитанные на использование патронов .380 ACP, 9 mm Luger Parabellum, .40 S&W и .45 ACP. Пистолеты Kahr состоят из полимерного или нержавеющего корпуса, однорядного магазина и ударникового ударно-спускового механизма только двойного действия. Штаб-квартира компании находится в Бловелте (Нью-Йорк), а заводы Kahr в городе Вустер (Массачусетс).

## История

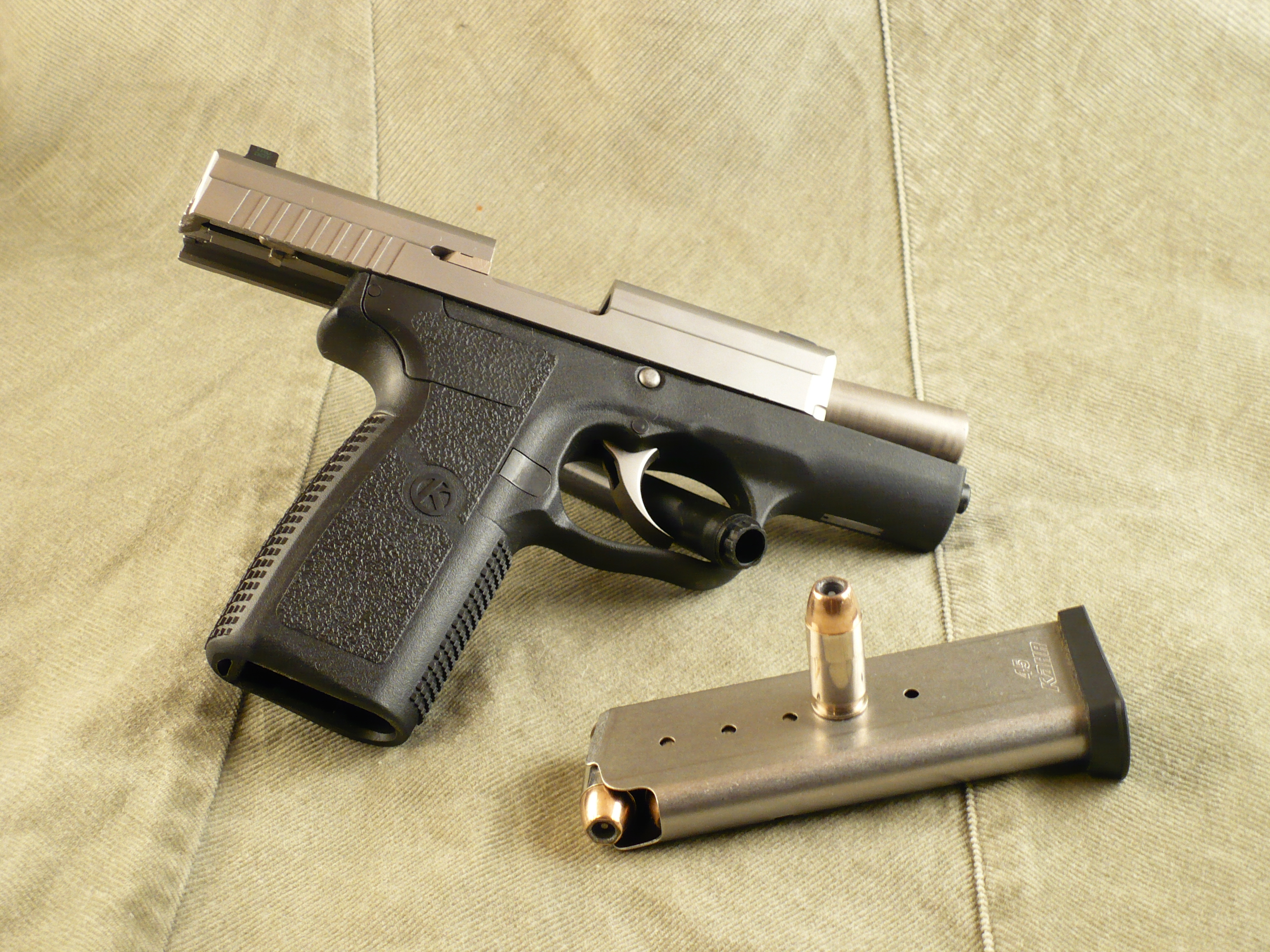
Kahr Р45

С 14 лет Джастин Мун (он же Мун Кук Чин) любил упражняться в стрельбе. В 18 лет Мун получил лицензию на ношение оружия, но не был удовлетворен мелким калибром в доступных тогда компактных пистолетах. «Получив лицензию, я хотел себе ультра-компактный девяти-миллиметровый пистолет», говорил позже Джастин журналу Американ Хэндганнер. «К моему огорчению я не мог найти пистолет с желаемым качеством конструкции и элементами дизайна. Поэтому я решил спроектировать ультра-компактный 9 мм пистолет, который я бы мог носить». Будучи студентом третьего курса, он решил спроектировать один такой для себя.
В 1999 году Kahr Arms покупает компанию Авто Орднанс, производителя пистолета-пулемёта Томпсона и производит серию полуавтоматических ружей, включая и длинноствольную версию знаменитого «Томми-гана».
В 1994 году правительство США запретило производство и импорт пистолетных магазинов с емкостью более 10 патронов. Kahr оперативно отреагировала, предложив рынку относительно компактные, аккуратные пистолеты с магазином до восьми патронов, которые стали очень популярными среди покупателей. С начала 2004 года Kahr Arms продлил гарантию на свои пистолеты с пяти до шести лет. В 2003 году New York Daily News писал, что Kahr К9 был популярен среди полицейских Нью-Йорка в качестве запасного пистолета.
В июне 2010 года Kahr купил компанию Magnum Research, производящую и продающую пистолеты Desert Eagle, при этом Magnum Research сохранила своё название и торговую марку.
8 августа 2013 года Kahr Firearms Group заявила, что она покидает штат Нью-Йорк, в связи с принятием нового закона о безопасности боеприпасов и огнестрельного оружия. Компания приобрела 620 акров земли в округе Пайк, штат Пенсильвания, куда, после строительства офисного здания, будет переведён персонал фирмы, а к 2019 году планируется построить и производственные мощности.

## Пистолеты
Kahr Arms в настоящее время производит и продает следующие виды полуавтоматических пистолетов:
| Наименование | Материал рамки    | Длина ствола | Калибр   | Тип УСМ | Ёмкость магазина | Длина  | Высота | Ширина | Масса |
| ------------ | ----------------- | ------------ | -------- | ------- | ---------------- | ------ | ------ | ------ | ----- |
| Kahr TP45    | Полимер           | 101 мм       | .45 ACP  | DAO     | 7+1              | 164 мм | 131 мм | 25 мм  | 564 г |
| Kahr CW45    | Полимер           | 92 мм        | .45 ACP  | DAO     | 6+1              | 160 мм | 122 мм | 25 мм  | 558 г |
| Kahr P45     | Полимер           | 90 мм        | .45 ACP  | DAO     | 6+1              | 154 мм | 122 мм | 25 мм  | 524 г |
| Kahr PM45    | Полимер           | 80 мм        | .45 ACP  | DAO     | 5+1              | 144 мм | 114 мм | 25 мм  | 490 г |
| Kahr T40     | Нержавеющая сталь | 101 мм       | .40 S&W  | DAO     | 7+1              | 167 мм | 177 мм | 22 мм  | 764 г |
| Kahr TP40    | Полимер           | 101 мм       | .40 S&W  | DAO     | 6+1              | 170 мм | 116 мм | 22 мм  | 538 г |
| Kahr K40     | Нержавеющая сталь | 91 мм        | .40 S&W  | DAO     | 6+1              | 155 мм | 116 мм | 22 мм  | 682 г |
| Kahr CW40    | Полимер           | 91"          | .40 S&W  | DAO     | 6+1              | 162 мм | 117 мм | 22 мм  | 455 г |
| Kahr P40     | Полимер           | 89 мм        | .40 S&W  | DAO     | 6+1              | 155 мм | 116 мм | 22 мм  | 455 г |
| Kahr MK40    | Нержавеющая сталь | 89 мм        | .40 S&W  | DAO     | 5+1              | 136 мм | 101 мм | 24 мм  | 654 г |
| Kahr PM40    | Полимер           | 76 мм        | .40 S&W  | DAO     | 5+1              | 136 мм | 101 мм | 24 мм  | 427 г |
| Kahr T9      | Нержавеющая сталь | 100 мм       | 9 мм     | DAO     | 8+1              | 163 мм | 125 мм | 22 мм  | 736 г |
| Kahr TP9     | Полимер           | 100 мм       | 9 мм     | DAO     | 7+1              | 163 мм | 113 мм | 22 мм  | 509 г |
| Kahr K9      | Нержавеющая сталь | 90 мм        | 9 мм     | DAO     | 7+1              | 150 мм | 113 мм | 22 мм  | 654 г |
| Kahr CW9     | Полимер           | 90 мм        | 9 мм     | DAO     | 7+1              | 148 мм | 113 мм | 22 мм  | 447 г |
| Kahr P9      | Полимер           | 88 мм        | 9 мм     | DAO     | 7+1              | 145 мм | 113 мм | 22 мм  | 447 г |
| Kahr MK9     | Нержавеющая сталь | 75 мм        | 9 мм     | DAO     | 6+1              | 133 мм | 100 мм | 22 мм  | 625 г |
| Kahr PM9     | Полимер           | 75 мм        | 9 мм     | DAO     | 6+1              | 133 мм | 100 мм | 23 мм  | 396 г |
| Kahr P380    | Полимер           | 63 мм        | .380 ACP | DAO     | 6+1              | 123 мм | 98 мм  | 19 мм  | 282 г |
| Kahr CM9     | Полимер           | 76 мм        | 9 мм     | DAO     | 6+1              | 136 мм | 100 мм | 23 мм  | 396 г |

Снятые с производства:
| Наименование | Матераиал рамки   | Длина ствола | Калибр | УСМ | Ёмкость магазина | Длина  | Высота | Ширина | Вес   |
| ------------ | ----------------- | ------------ | ------ | --- | ---------------- | ------ | ------ | ------ | ----- |
| Kahr E9      | Нержавеющая сталь | 89 мм        | 9 мм   | DAO | 7+1              | 152 мм | 114 мм | 23 мм  | 516 г |

Масса указана без учета массы магазина, составляющей, примерно, 50 г.